# Oncinocampa
Oncinocampa es un género de dipluro en la familia Campodeidae. Existen por lo menos cuatro especies descriptas en  Oncinocampa.

## Especies
Estas cuatro especies pertenecen al género Oncinocampa:
- Oncinocampa asonensis Sendra & Conde, 1988 g
- Oncinocampa bolivarurrutiai Sendra & Garcia g
- Oncinocampa falcifer Conde, 1982 g
- Oncinocampa genuitei Bareth, 1989 g

Fuentes de datos: i = ITIS, c = Catalogue of Life, g = GBIF, b = Bugguide.net